# Lista de prefeitos de Serra do Mel
Esta é a lista de prefeitos de Serra do Mel, município brasileiro do estado do Rio Grande do Norte.
| Nº | Prefeito                             | Imagem                             | Partido                    | Início de mandato       | Fim de mandato          | Vice-prefeito                       | Observações                   |
| -- | ------------------------------------ | ---------------------------------- | -------------------------- | ----------------------- | ----------------------- | ----------------------------------- | ----------------------------- |
| 1  | José Cortez Pereira de Araújo Júnior |                                    | PDC                        | 31 de janeiro de 1989   | 31 de dezembro de 1992  | José da Costa Maranhão              | Prefeito e vice eleitos       |
| 2  | José de Anchieta Martins de Andrade  |                                    | N/C                        | 1º de janeiro de 1993   | 31 de dezembro de 1996  | não encontrado                      | Prefeito eleito               |
| 3  | Sílvio Romero de Lucena              |                                    | PMDB                       | 1º de janeiro de 1997   | 31 de dezembro de 2000  | José Félix da Silva                 | Prefeito e vice eleitos       |
| 4  | Cortez Pereira                       |                                    | PTB                        | 1º de janeiro de 2001   | 21 de fevereiro de 2004 | Francisco Bezerra Lins Filho        | Prefeito e vice eleitos       |
| 5  | Francisco Bezerra Lins Filho         |                                    | PMDB                       | 21 de fevereiro de 2004 | 2 de abril de 2008      | —                                   | Vice-prefeito eleito no cargo |
| 5  | Francisco Bezerra Lins Filho         | Josivan Bibiano de Azevedo         | PMDB                       | 21 de fevereiro de 2004 | 2 de abril de 2008      | Prefeito reeleito e vice eleito     |                               |
| 6  | Josivan Bibiano de Azevedo           |                                    | PSDB                       | 2 de abril de 2008      | 31 de dezembro de 2012  | —                                   | Vice-prefeito eleito no cargo |
| 6  | Josivan Bibiano de Azevedo           | Francisco Eronildes Vieira de Gois | PSDB                       | 2 de abril de 2008      | 31 de dezembro de 2012  | Prefeito reeleito e vice eleito     |                               |
| 7  | Fábio Bezerra de Oliveira            |                                    | PMDB                       | 1º de janeiro de 2013   | 31 de dezembro de 2016  | Erivaneide Zacarias da Costa Sobral | Prefeito e vice eleitos       |
| 8  | Josivan Bibiano de Azevedo           |                                    | PR                         | 1º de janeiro de 2017   | 31 de dezembro de 2024  | Francisca Leite de Sena Veras       | Prefeito e vice eleitos       |
| 8  | Josivan Bibiano de Azevedo           | PL                                 | José Moabe Zacarias Soares | 1º de janeiro de 2017   | 31 de dezembro de 2024  | Prefeito reeleito e vice eleito     |                               |
| 9  | Hudson Kênio de Moura Azevedo        |                                    | PP                         | 1º de janeiro de 2025   | até a atualidade        | Francione Bezerra de Oliveira Filho | Prefeito e vice eleitos       |